# Mohamed Sissoko
Pour l’article homonyme, voir Sissoko.
Mohamed Lamine Sissoko, règulièrement surnommé Momo Sissoko, né le 22 janvier 1985 à Mont-Saint-Aignan, est un footballeur international malien. Il évolue au poste de milieu de terrain.
Il est le frère d'Abdoulwhaid Sissoko, qui évolue au Akhisar Belediyespor, et le neveu de Salif Keïta, ainsi que le cousin d'Oumar Sissoko, gardien de l'US Orléans et coéquipier en sélection du Mali.

## Biographie

### Carrière en club
Il grandit à La Chapelle-Saint-Luc et joue en jeunes à Troyes puis a été formé à l'AJ Auxerre. De 2000 à 2003, il est parfois appelé dans les sélections jeunes françaises.

#### Valence (2003-2005)
Il quitte le club icaunais pendant l'été 2003 afin de rejoindre le Valence CF, sans consulter son club formateur avec lequel il était pourtant toujours sous contrat. Le club espagnol avait fait signer Sissoko sans verser la moindre somme à l'AJA. Auxerre porte l'affaire devant le Tribunal arbitral du sport et Valence est condamné en août 2004 à verser 300 000 €. Cependant l'AJA et le Valence CF trouvent un terrain d'entente : Valence CF donne à l'AJA une indemnité d'un million d'euros couvrant la rupture du contrat et le coût de sa formation.

#### Liverpool (2005-2008)

Mohamed Sissoko sous les couleurs de Liverpool.

Après deux saisons passées à Valence, le joueur rejoint le Liverpool FC où se trouve l'entraîneur qui l'avait fait venir à Valence CF, Rafael Benítez. Lors de sa seconde saison à Liverpool il se blesse gravement ce qui l’empêche de jouer la majeure partie de la saison. Sissoko inscrit son premier et seul but pour Liverpool le 25 août 2007 au Stadium of Light face à Sunderland.

#### Juventus (2008-2011)
Lors du mois de janvier 2008, il signe un contrat avec la Juventus pour un transfert évalué à 13M €. Peu avant son transfert le joueur déclare : « Revêtir le maillot de la Juventus pour moi serait le top. Je suis fan depuis que je suis petit. Pourquoi ? Parce que petit j'admirais Zidane. Et quand tu aimais Zidane, tu aimais la Juve. Puis, en suivant cette équipe, je suis aussi devenu un fan de Del Piero. Un grand joueur ».

#### Paris Saint-Germain (2011-2013)
Le 25 juillet 2011, il est transféré au Paris Saint-Germain pour environ 8 millions d'euros,.
Il se contente d'un entraînement personnalisé de remise à niveau physique et ne rejoint l'entraînement collectif qu'à la mi-septembre. Sissoko est titularisé pour la première fois contre l'Athletic Bilbao en Ligue Europa, il reçoit deux avertissements et est donc expulsé. Pour sa première titularisation en ligue 1, le 16 octobre 2011 à Ajaccio, il offre de la tête une passe décisive à Kevin Gameiro. Il marque son premier but avec le PSG, lors de la 13e journée de la Ligue 1, le 6 novembre 2011, à Bordeaux. À la fin de cette saison, il est nommé plusieurs fois capitaine et apparait plusieurs fois dans l'équipe type de Ligue 1. 
Durant la saison 2012-2013, il joue peu, à cause d'une blessure au genou contractée durant la préparation estivale, et qui l'empêche de disputer les premiers matchs. Désireux de trouver du temps de jeu, il accepte d'être prêté au mercato d'hiver jusqu'à la fin de la saison à l'ACF Fiorentina.

#### ACF Fiorentina (2013)
Fin janvier 2013, il est prêté avec option d'achat à l'ACF Fiorentina et dispute 5 matchs avec l'équipe italienne.

#### Sans club (2013-2014)
Au début de la saison 2013-2014, il résilie à l'amiable son contrat le liant au Paris Saint-Germain. Il s'entraîne deux semaines avec l'AS Monaco sans pour autant qu'un engagement ne soit prévu avec le club de la Principauté. Le 28 octobre 2013, Anderlecht annonce que le joueur s'entrainera durant quelques semaines au club, en précisant que les deux parties décideront au terme de la période d’entrainement s’ils matérialisent leur collaboration. Finalement, les dirigeants du club et les agents du joueurs ne parviendront pas à un accord.

#### Levante (2014-2015)
Le 30 janvier 2014, il signe un contrat en faveur du club espagnol de Levante. 
Lors d'un match opposant le Levante UD à l'Atlético de Madrid, Mohammed Sissoko frappe Diego Costa au visage à la suite d'une provocation de l'espagnol dans la surface de réparation pendant un coup de pied arrêté.

#### Shanghai Shenhua (2015-2016)
Le 25 juin 2015, il s'engage avec l'équipe chinoise du Shanghai Greenland Shenhua. Son contrat est résilié le 20 février 2016 afin de libérer une place de joueur extra-communautaire à la suite des arrivées d'Obafemi Martins et Fredy Guarín.

#### Fin de carrière
En avril 2017, il signe pour le club de Mitra Kukar en Indonésie.
En janvier 2019, Mohamed Sissoko rejoint le FC Sochaux entraîné par Omar Daf, jusqu'à la fin de la saison. De février à avril 2019 il participe à 12 rencontre de championnat de Ligue 2 dont 4 titularisations.
Un an plus tard, il annonce la fin de sa carrière de footballeur.
En 2020, Mohamed Sissoko collabore avec l'agence de joueurs DW Sports Management. Il est également président d'honneur du club amateur de Cabestany.

### En sélection nationale
Sa première sélection date du 22 juin 2003 au Zimbabwe (0-0).
Le 3 octobre 2012, Mohamed Sissoko est convoqué en sélection du Mali par Patrice Carteron. Il n'avait plus joué avec les Aigles depuis la CAN 2010 où il avait annoncé à l'issue de la compétition vouloir « prendre du recul ». Il participe à la CAN 2013 et remporte la médaille de bronze. Il a également fini 4e de la CAN 2004.

## Statistiques de carrière

### Statistiques détaillées par saison
| Saison                | Club                  | Championnat           | Championnat | Championnat | Coupe nationale | Coupe nationale | Coupe de la Ligue | Coupe de la Ligue | Supercoupe | Supercoupe | Compétition(s) continentale(s) | Compétition(s) continentale(s) | Compétition(s) continentale(s) | Autres compétitions | Autres compétitions | Autres compétitions | Mali | Mali | Total | Total |
| Saison                | Club                  | Division              | M.          | B.          | M.              | B.              | M.                | B.                | M.         | B.         | Comp.                          | M.                             | B.                             | Comp.               | M.                  | B.                  | M.   | B.   | M.    | B.    |
| 2003–2004             | Valence CF            | Liga                  | 21          | 0           | 3               | 0               | -                 | -                 | -          | -          | C3                             | 9                              | 1                              | -                   | -                   | -                   | 8    | 1    | 41    | 2     |
| 2004–2005             | Valence CF            | Liga                  | 24          | 0           | 0               | 0               | -                 | -                 | 0          | 0          | C1+C3                          | 4+1                            | 0+0                            | SCU                 | -                   | -                   | 3    | 0    | 32    | 0     |
| Sous-total            | Sous-total            | Sous-total            | 45          | 0           | 4               | 0               | -                 | -                 | -          | -          | -                              | 14                             | 1                              | -                   | -                   | -                   | 11   | 1    | 74    | 2     |
| 2005–2006             | Liverpool FC          | PL                    | 26          | 0           | 6               | 0               | 0                 | 0                 | -          | -          | C1                             | 6                              | 0                              | SCU+CMC             | 1+2                 | 0+0                 | 3    | 1    | 44    | 1     |
| 2006–2007             | Liverpool FC          | PL                    | 16          | 0           | 0               | 0               | 2                 | 0                 | 1          | 0          | C1                             | 9                              | 0                              | -                   | -                   | -                   | 3    | 0    | 31    | 0     |
| 2007–2008             | Liverpool FC          | PL                    | 9           | 1           | 0               | 0               | 2                 | 0                 | -          | -          | C1                             | 3                              | 0                              | -                   | -                   | -                   | 9    | 1    | 23    | 2     |
| Sous-total            | Sous-total            | Sous-total            | 51          | 1           | 6               | 0               | 4                 | 0                 | -          | -          | -                              | 23                             | 0                              | -                   | 3                   | 0                   | 15   | 2    | 102   | 3     |
| 2007–2008             | Juventus              | Serie A               | 15          | 1           | 0               | 0               | -                 | -                 | -          | -          | -                              | -                              | -                              | -                   | -                   | -                   | 2    | 0    | 17    | 1     |
| 2008–2009             | Juventus              | Serie A               | 21          | 2           | 3               | 0               | -                 | -                 | -          | -          | C1                             | 8                              | 0                              | -                   | -                   | -                   | 3    | 0    | 35    | 2     |
| 2009–2010             | Juventus              | Serie A               | 17          | 0           | 1               | 0               | -                 | -                 | -          | -          | C1+C3                          | 2+4                            | 0+0                            | -                   | -                   | -                   | 2    | 0    | 26    | 0     |
| 2010–2011             | Juventus              | Serie A               | 18          | 0           | 1               | 0               | -                 | -                 | -          | -          | C3                             | 10                             | 0                              | -                   | -                   | -                   | -    | -    | 29    | 0     |
| Sous-total            | Sous-total            | Sous-total            | 71          | 3           | 5               | 0               | -                 | -                 | -          | -          | -                              | 24                             | 0                              | -                   | -                   | -                   | 7    | 0    | 107   | 3     |
| 2011–2012             | Paris SG              | Ligue 1               | 25          | 2           | 2               | 0               | -                 | -                 | -          | -          | C3                             | 3                              | 0                              | -                   | -                   | -                   | -    | -    | 30    | 2     |
| 2012–2013             | Paris SG              | Ligue 1               | 3           | 0           | -               | -               | 1                 | 0                 | -          | -          | C1                             | 3                              | 0                              | -                   | -                   | -                   | 3    | 0    | 10    | 0     |
| Sous-total            | Sous-total            | Sous-total            | 28          | 0           | -               | -               | 1                 | 0                 | -          | -          | -                              | 6                              | 0                              | -                   | -                   | -                   | 3    | 0    | 38    | 0     |
| 2013                  | ACF Fiorentina (prêt) | Serie A               | 5           | 0           | -               | -               | -                 | -                 | -          | -          | -                              | -                              | -                              | -                   | -                   | -                   | 3    | 0    | 8     | 0     |
| 2013–2014             | Levante UD            | Liga                  | 10          | 0           | -               | -               | -                 | -                 | -          | -          | -                              | -                              | -                              | -                   | -                   | -                   | -    | -    | 10    | 0     |
| 2014–2015             | Levante UD            | Liga                  | 17          | 0           | -               | -               | -                 | -                 | -          | -          | -                              | -                              | -                              | -                   | -                   | -                   | -    | -    | 17    | 0     |
| 2015                  | Shanghai Shenhua      | CSL                   | 10          | 1           | 5               | 0               | -                 | -                 | -          | -          | -                              | -                              | -                              | -                   | -                   | -                   | -    | -    | 15    | 1     |
| 2016                  | Pune City             | ISL                   | 7           | 2           | -               | -               | -                 | -                 | -          | -          | -                              | -                              | -                              | -                   | -                   | -                   | -    | -    | 7     | 2     |
| 2017                  | Mitra Kukar           | Liga 1                | 26          | 5           | -               | -               | -                 | -                 | -          | -          | -                              | -                              | -                              | -                   | -                   | -                   | -    | -    | 26    | 5     |
| 2017-2018             | Atlético San Luis     | Asenso MX             | 6           | 1           | -               | -               | -                 | -                 | -          | -          | -                              | -                              | -                              | -                   | -                   | -                   | -    | -    | 6     | 1     |
| Total sur la carrière | Total sur la carrière | Total sur la carrière | 255         | 14          | 20              | 0               | 5                 | 0                 | 1          | 0          | -                              | 67                             | 1                              | -                   | 3                   | 0                   | 33   | 2    | 384   | 17    |

## Palmarès
| Valence - Liga (1) - Champion : 2004 - Coupe de l'UEFA (1) - Vainqueur : 2004 - Supercoupe de l'UEFA (1) - Vainqueur : 2004 |  | Liverpool - Coupe d'Angleterre (1) - Vainqueur : 2006 - Community Shield (1) - Vainqueur : 2006 - Supercoupe de l'UEFA (1) - Vainqueur : 2005 - Coupe du monde des clubs (1) : - Finaliste : 2005 - Ligue des Champions - Finaliste : 2007 |  | Juventus - Serie A - Vice-champion : 2009 |  | Paris SG - Ligue 1 - Champion : 2013 - Vice-champion : 2012 |